# Óscar Terol
Óscar Terol Goicoechea (San Sebastián, Guipúzcoa; 1969) es un humorista español que ha desarrollado su carrera profesional como guionista, actor, presentador de televisión y escritor.

## Biografía
Ha trabajado en muy diversos ámbitos: radio, actor (en televisión, cine y teatro), presentador de programas televisivos y escritor (de guiones, prensa, libros y weblogs)
En sus inicios, formó parte del trío humorístico "Los Lourviers", junto a los también actores Javier Merino y Lourdes Bedía, con los que comenzó haciendo "bolos" -principalmente en el País Vasco-, y con los que obtuvo su primer programa de televisión: "¿Qué pasa pues?", un espacio de sketches humorísticos emitido en ETB.
Tras la disolución del trío, Oscar continuó su carrera en solitario, encargandose de varios trabajos en la misma cadena. Fue el programa Vaya semanita de ETB el que le lanzó a la fama. En él trabajó como presentador, actor y guionista, junto a sus hermanos Susana (1971) e Iñaki (1972), también guionistas de Vaya Semanita. El programa alcanzó gran popularidad en toda España por sus abundantes apariciones en los zappings y en vídeos de YouTube. En pleno auge de dicho programa, anunció su fichaje por Bainet Media para la presentación de un programa similar al mencionado pero a nivel nacional, siendo emitido por TVE. Esto provocó un profundo malestar en los despachos de ETB, ya que con él se marchaba la mayor parte del elenco que había actuado en "Vaya semanita", provocando la rápida sustitución de todo el reparto clásico que había encumbrado al programa. Posteriormente, tras el fracaso de su aventura en TVE, volvió a trabajar en Euskal Telebista, tras un tiempo en ostracismo por su decisión de abandonar Vaya semanita. Tras su regreso, presentó varios programas y fue guionista y actor en algunos especiales de Nochevieja para la cadena. 
A nivel nacional, tras su fallida aventura en TVE con "Made in China" se le pudo ver como presentador en La Sexta, de nuevo en TVE y en la actualidad, se le puede ver como actor en la telecomedia Allí abajo, emitida por Atresmedia , serie de la que también es guionista.
En 2025 presentó una chirigota 'negacionista' en el Teatro Falla, en el marco de los carnavales de Cádiz.

## Como escritor
Ha escrito varios libros de marcado carácter humorístico, en un tono ácido y desenfadado. Junto a sus hermanos y Kike Díaz de Rada, guionista de numerosos programas de humor, escribieron juntos Todos nacemos vascos (2005) y Ponga un vasco en su vida (2006), trasladando al papel el humor que tanto éxito les diera en la televisión vasca. Posteriormente (2009) , ya en solitario, escribió Técnicas de la mujer vasca para la doma y monta de maridos, siguiendo el mismo estilo fresco y desenfadado.
En 2015 obtuvo un gran éxito en toda España como guionista y actor en la serie Allí abajo, de Antena 3.

## Obra

### Televisión
- ¡Vivan los Luviers!, en ETB (1995)
- Qué pasa pues en ETB (1996-1998)
- Lourvier"s express (1999)
- Vaya semanita, en ETB. Actor y guionista. (2003-2005)
- Esto está muy crudo en Canal Cocina  (2004)
- Los Serrano : 1 episodio (2005)
- Made in China, en TVE.[4] (2005)
- Agitación + IVA en Tele 5 (2006)
- Un país de chiste, en La Sexta[5]
- The Barz, para Antena 3.[6] (2008)
- Uyyyyyy!,  en ETB2 (2010)
- TDTesto TDT, en ETB2 (especial Nochevieja 2010)
- Al rescate, para ETB.[7] (2012-2013)
- ¿Y tú qué sabes?, en La Sexta (2015-2016)[8]
- Allí abajo, en Antena 3 (2015-2019)

### Radio
- Boulevard.

### Teatro
- 2007 El jefe de todo esto, basada en la película homónima de Lars Von Trier, es una comedia de situación con un par de personajes que tienen que huir hacia adelante de todas las mentiras que van creando.[9]
- A cuestas con Murphy.

### Películas
Ha participado en películas como:
- 2008 Secretos de cocina. Comedia dirigida por Aizpea Goenaga.[10]

### Libros
- 2005 Todos nacemos vascos. Ed. Punto de Lectura. ISBN 8466303308 ISBN 9788466303309
- 2006 Ponga un vasco en su vida. Ed. Aguilar. ISBN 840309700X ISBN 9788403097001 Continuación de su primer libro, Todos nacemos vascos.
- 2007 La era del estreñimiento. Ed. Santillana. ISBN 978-84-03-09855-8
- 2009 Técnicas de la mujer vasca para la doma y monta de maridos. Ed. Aguilar. ISBN 978-84-03-10071-8
- 2011 El vasco que no comía demasiado. Ed. Aguilar. ISBN 978-84-03-10127-2